# Елена Льорет
Елена Льорет (ісп. Helena Lloret, 25 червня 1992) — іспанська ватерполістка.
Призерка Чемпіонату світу з водних видів спорту 2017 року.